# Balistes punctatus
Balistes punctatus är en fiskart som beskrevs av Gmelin 1789. Balistes punctatus ingår i släktet Balistes och familjen tryckarfiskar. Inga underarter finns listade.